# Михайловка (Любарский район)
Михайловка (укр. Михайлівка) — село на Украине, находится в Любарском районе Житомирской области.
Код КОАТУУ — 1823182102. Население по переписи 2001 года составляет 172 человека. Почтовый индекс — 13100. Телефонный код — 4147. Занимает площадь 11,494 км².

## Адрес местного совета
13116, Житомирская область, Любарский р-н, с.Филинцы, ул.Ватутина, 37